# La Paz (Wasserfall)
Der Wasserfall La Paz (auch Catarata de La Paz oder Cascada La Paz) ist ein Wasserfall in Zentral-Costa Rica und liegt 31 Kilometer nördlich von Alajuela im Distrikt Sarapiquí im zentralen Kanton der Provinz Alajuela zwischen Vara Blanca und Cinchona. Der Wasserfall wird aus dem Río La Paz gespeist, der einer der Quellflüsse des Río Sarapiquí ist.

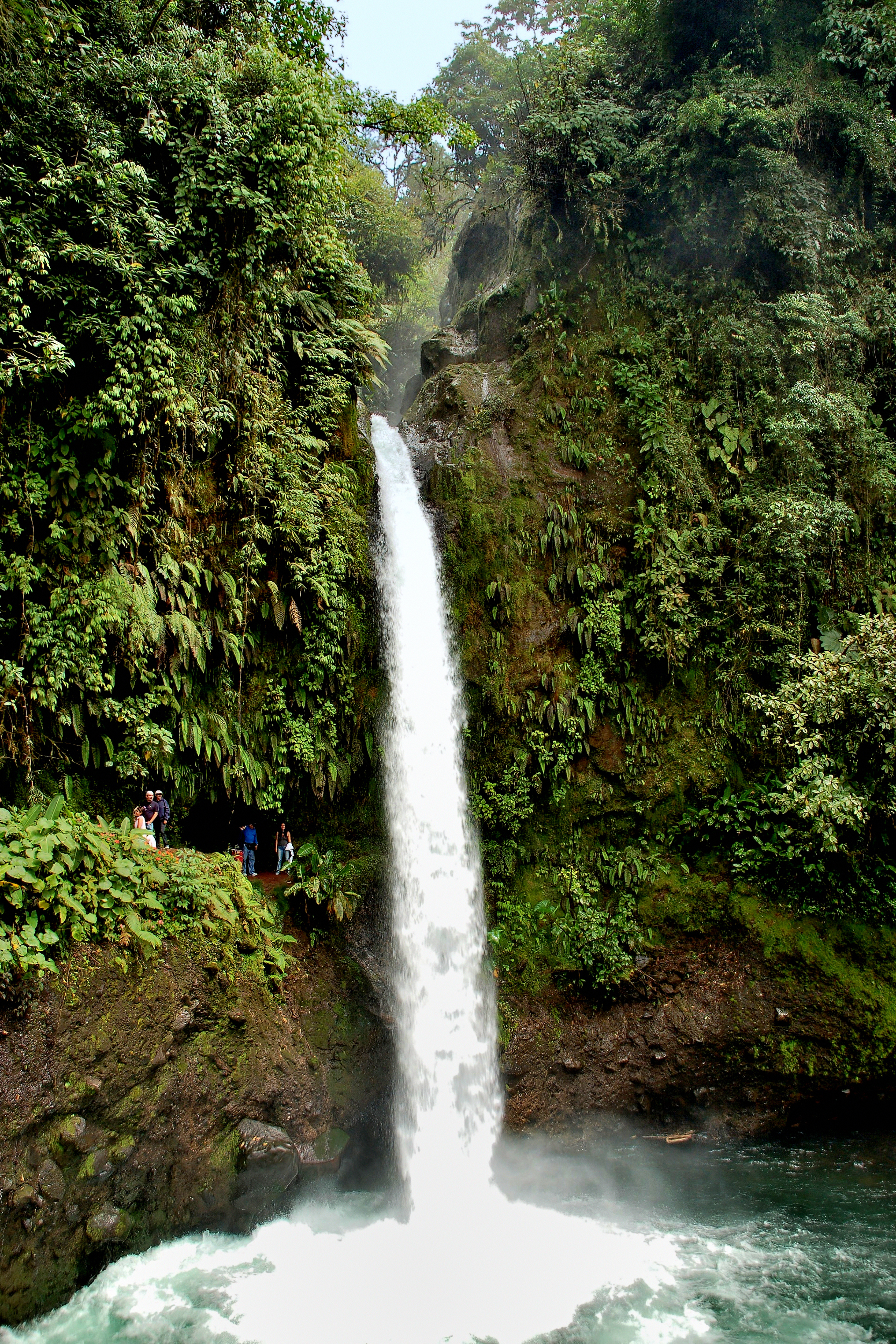
Cascada La Paz

## Lage
Der Wasserfall liegt direkt an der Straße von Alajuela, die in die nördlichen Ebenen von Costa Rica führt. Der Fluss La Paz bildet den Wasserfall, nachdem er 8 Kilometer vulkanisches Gelände durchquert hat, und setzt sich dann durch den Wald am Osthang des Vulkans Poás fort. Stromaufwärts des Wasserfalls befinden sich die sogenannten La Paz Waterfall Gardens, ein Hotel und ein Park, in dem Besucher verschiedene Arten der lokalen Fauna beobachten können.

## Erdbeben von 2009
Der Wasserfall und seine Umgebung wurden bei dem Erdbeben in Costa Rica am 8. Januar 2009 schwer beschädigt. Die Erdrutsche verursachten zerstörerische Schäden an der Straße, die neben dem Wasserfall verläuft, und an der davor verlaufenden Brücke.